# Departamento Bermejo (Chaco)

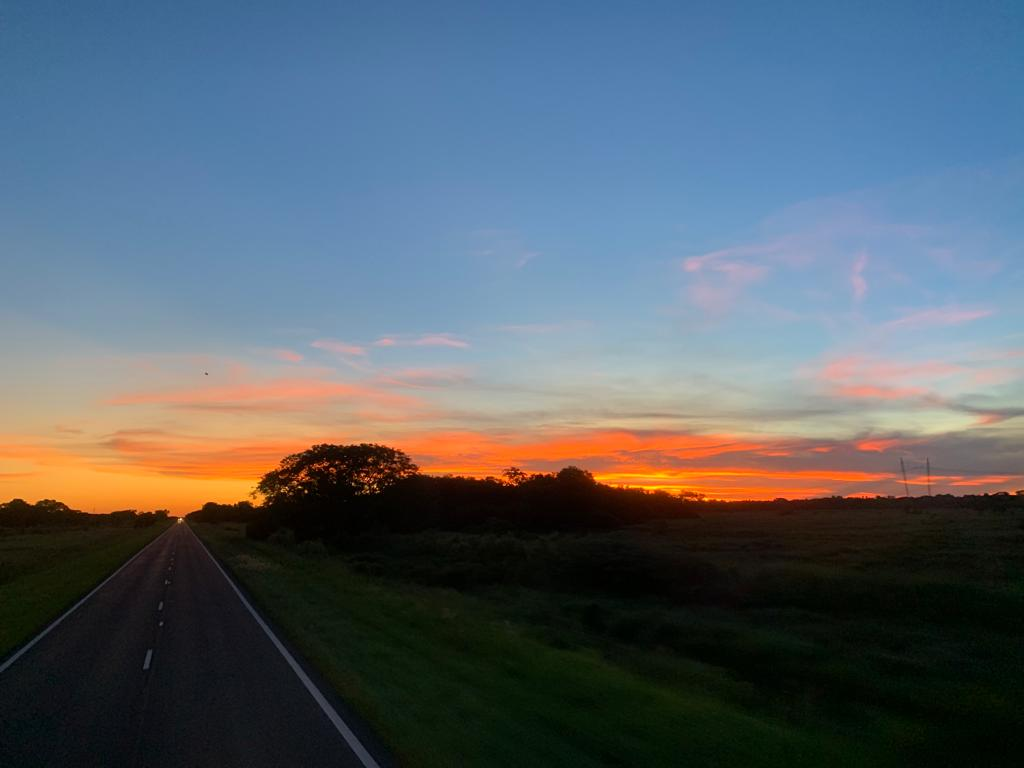
Atardecer en Bermejo

Bermejo es uno de los 25 departamentos en los que se divide la provincia del Chaco (Argentina).

## Historia
Fue creado el 1 de julio de 1953, mediante la Ley provincial N.º 6. Esta norma estableció 24 divisiones administrativas en la entonces recientemente creada Provincia Presidente Perón, actual provincia del Chaco. Al momento de su creación, el departamento Bermejo fue llamado «Partido 4 de Junio» y su cabecera era la localidad de Las Palmas.
En 1954, mediante la Ley N.º 63 se estableció que la cabecera del partido de 4 de Junio pasaría a ser la localidad de La Leonesa, dado que la localidad de Las Palmas estaba en su totalidad asentada y era propiedad de la compañía Las Palmas del Chaco Austral S.A.

## Superficie y límites
El departamento tiene una superficie de 2562 km² y limita al norte con la provincia de Formosa, al noroeste con el departamento Libertador General San Martín, al sur y oeste con el departamento Primero de Mayo y al este con la República de Paraguay.

## Demografía
Cuenta con 28 144 habitantes (Indec, 2022), lo que representa un incremento promedio anual del 1% frente a los 25 052 habitantes (Indec, 2010) del censo anterior. La mediana de edad se estableció en 30 años.
| Gráfica de evolución demográfica de Departamento Bermejo entre 1991 y 2022 |
|                                                                            |
| Fuente: censos nacionales del INDEC                                        |

## Localidades
La mayor parte de la población se concentra en la ciudad cabecera y en la ciudad de Las Palmas, que por su cercanía y expansión constituyen el conglomerado urbano La Leonesa-Las Palmas. El resto de la población se distribuye en pequeñas localidades de carácter rural o se encuentra dispersa.
| Cabecera (Población 2010) | Ciudades (Población 2010) | Localidades (Población 2010) |
| ------------------------- | ------------------------- | --- |
| La Leonesa (8823 hab.)    | - Las Palmas (4914 hab.)  | - General Vedia (1751 hab.) - Isla del Cerrito (1758 hab.) - Puerto Bermejo Nuevo (1733 hab.) - Puerto Bermejo Viejo (86 hab.) - Puerto Eva Perón (609 hab.) |

## Economía
La economía del departamento Bermejo se basa en el sector primario. Hacia 2018/2019 concentraba la totalidad de la producción de arroz de la provincia del Chaco; la ganadería más significativa es la cría de porcinos.